# リダー・アッバースィー
リダー・アッバースィー（Āqā Riżā Kāshānī, 1565年頃 – 1635年）は、サファヴィー朝のシャー・アッバース1世時代の細密画家。美しい若者を繊細に描いた細密画を集めた、ムラッカと呼ばれる画集で知られる。

## 生涯
アーカー・リダー・カーシャーニー（Āqā Riżā Kāshānī）という別名からカーシャーンの出身であると推測されているが、父親の細密画家アリー＝アスガルがマシュハドを治めていたイブラーヒーム・ミールザー王子の画房で働いていた記録があるため、マシュハド生まれであるとも考えられている。アリー＝アスガルは、イブラーヒーム王子が殺害された後は、首府ガズヴィーンにあったシャー・イスマーイール2世の画房に入った。息子リダーも父から細密画作成の手ほどきを受けて、シャー・アッバース1世の画房に若いうちから入ったものと推測される。この時期までには、王命により依頼される装飾写本の挿絵の仕事が減ってしまっており、シャーお抱えの画家たちに雇用を与える観点から、かつての装飾写本制作の仕事は細密画を画集のかたちで制作する仕事に置き換わっていた。
リダー・アッバースィーは、それまでのほとんどのペルシアの絵画制作職人とは異なり、いつも作品にサインをした。日付やその他の細々したことも書き入れることも多い。ただし、研究者により贋作であると見破られた、サイン入りの作品の数も多い。また、リダー・アッバースィーは、現在はダブリンのチェスター・ビーティ図書館の所蔵となっている、創意に溢れてはいるが未完成の『シャー・ナーメ』の写本の制作に携わった可能性がある。Canby (1996:181) は同写本中の細密画4点を彼の作品であると認める。同写本の作成からずっと後の1628年、アッバースの治世の終わりの年から制作が始められた同写本中の細密画と同じ構図の絵は、様式がかなり異なってはいるものの、アッバースィーの作であると見られる。現在は大英図書館が所蔵している。日付のある最初の絵は、トプカプ宮殿が所蔵している1601年と記されたもので、ロシア国立図書館が所蔵する1601-2年制作の細密画集の作者もアッバースィーに帰せられている。そして、この画集に含まれる細密画の中で、アッバースィー以外の何者かによって作られた絵こそが、唯一残された父アリー＝アスガルの作品であると考えられている。なお、1631-2年の『ホスロウとシーリーン』に含まれる19葉の細密画は、時代をくだるごとに次第にアッバースィーの作品に帰せられるようになったが、その質には疑問が呈されている。
以下、ペルシア語版ウィキペディアより。
マウラーナー・アリー＝アスガル・カーシーの息子である。
アッバース1世時代には、ヨーロッパ諸国との政治経済的関係の樹立により、イスファハーンのバーザールにおいてイタリア絵画に関心が持たれるようになった。芸術を愛好するサファヴィー朝の庇護を受けたことが、この時代に画家たちが注目されたその他の理由であった。サファヴィー朝が一方ではムガル帝国のジャハーンギールの脅威、他方ではオスマン帝国の脅威を受けていたこともその他の理由の一つである。この渦中で、アーガー・リダーは、イスファハーンの芸術家、画家たち全員から飛び抜けて名高かった。シャー・アッバースは、彼に御自ら寵を与えた。そのことにより、リダー・アッバースィーの名前で知られるようになった。なお、画家リダー・アッバースィーを、同時代にアッバース大王の宮廷で同じく大王に仕えていた書家のアリー＝リダー・アッバースィーと混同してはならない。

## 絵画作品
イスファハーンでは、シャー・アッバース1世時代に多数の建物が建築されたことにより、新しい技法が生み出された。先行するシャー・イスマーイールとシャー・タフマースブ時代に、キャマールッディーン・ビヒザードのような絵画芸術における偉大な作家たちが、手写本を制作していた。しかしながら、このアッバース時代では、壁面に絵を描いたり、建築装飾のための大規模な絵画が制作されたりことが普通であった。
リダー・アッバースィーは、西暦1618年から1639年の間に、たった1人か2人の美しい人物がその時代の宮廷のさまざまな場所にいる構図を画布に描いた作品をよく制作した。これらの作品においては、彩色された衣服、その襞、登場人物の顔、輝くばかりの装飾品の豪奢さが目を引く。

## ギャラリー

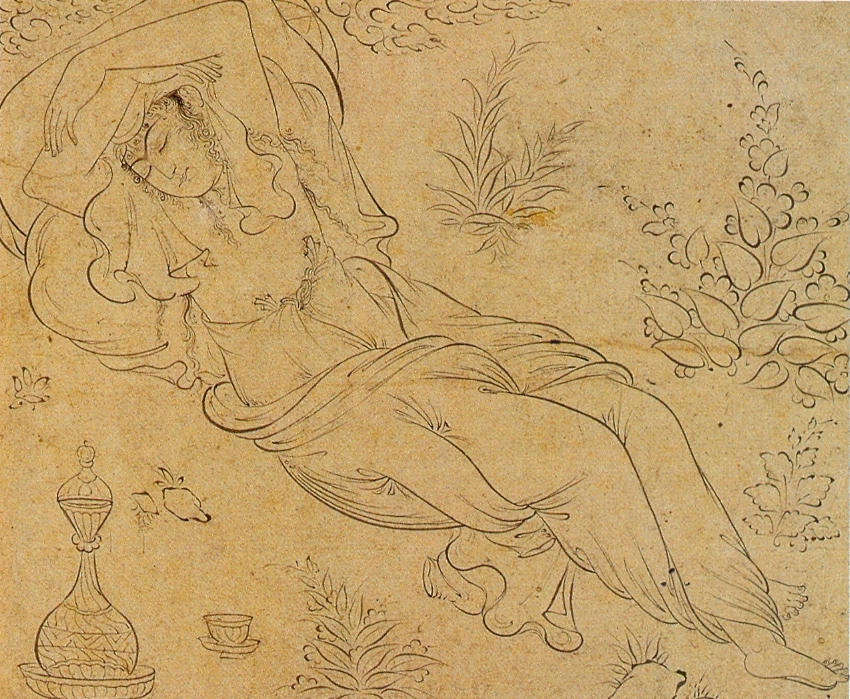
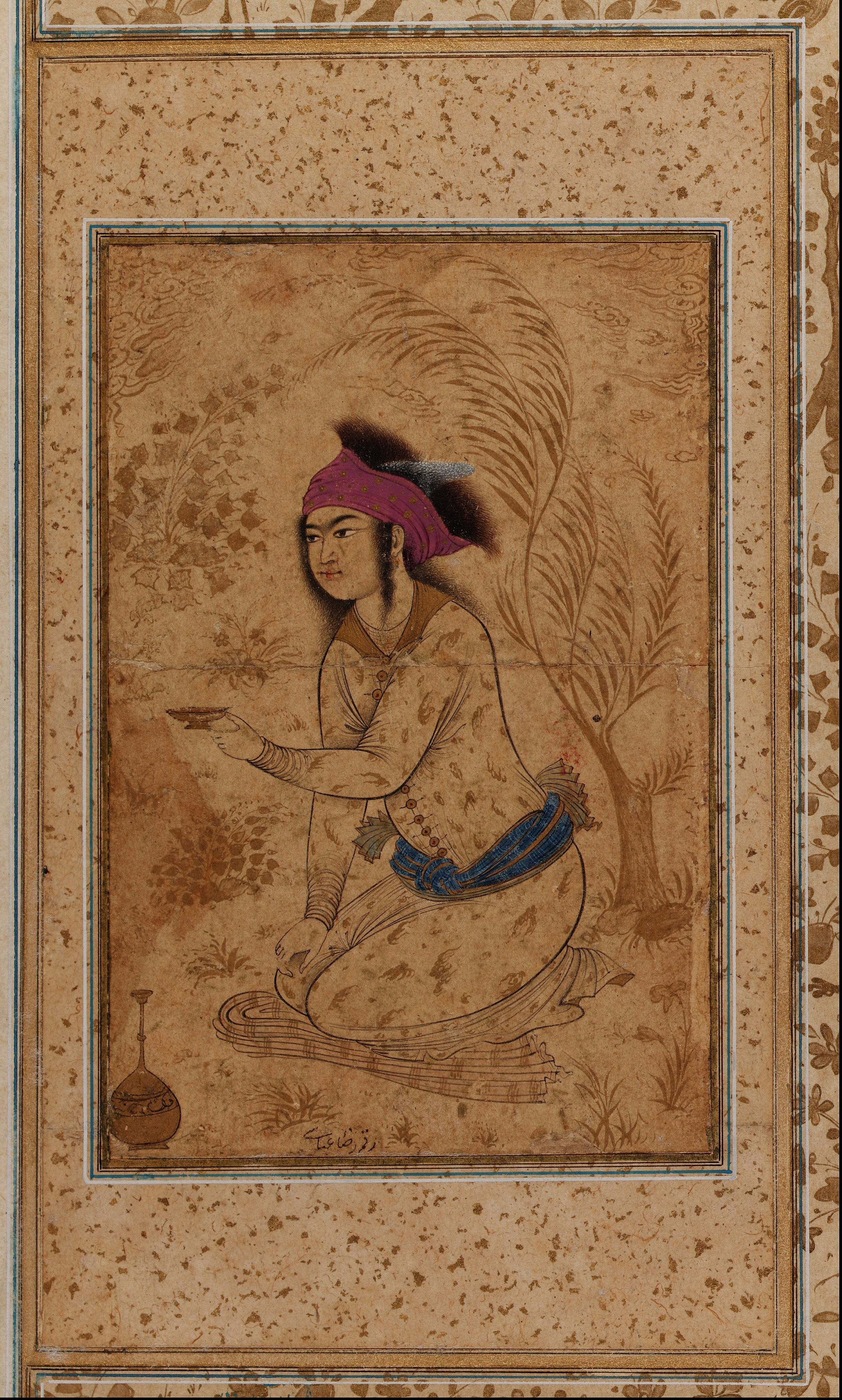
葡萄酒の杯を捧げるサーキー
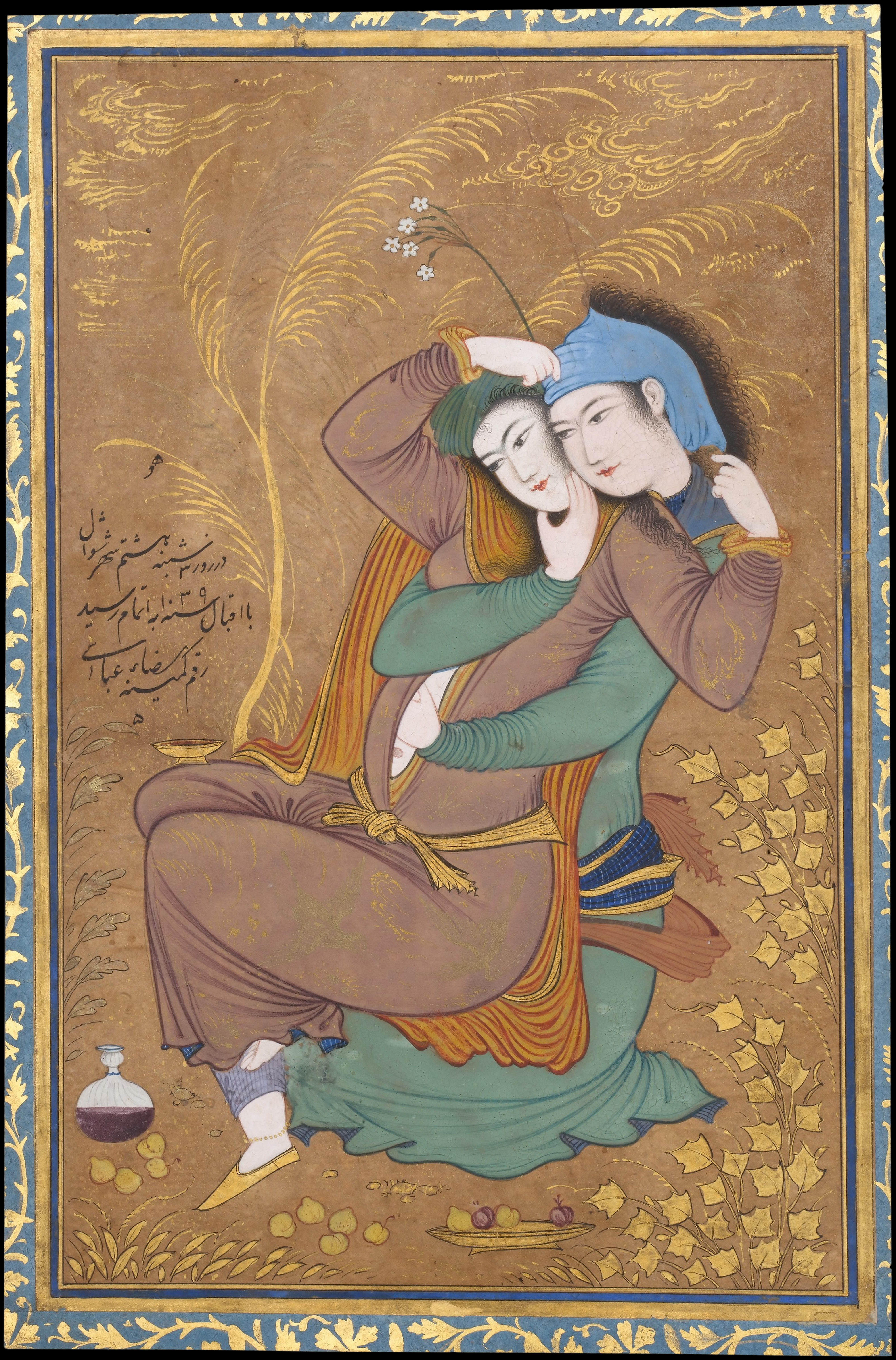
恋人たち
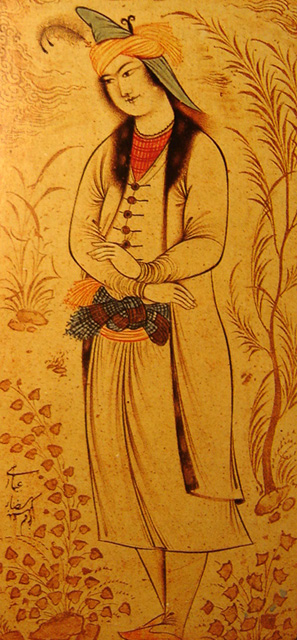
ムハンマド・ビーク・グルジー王子
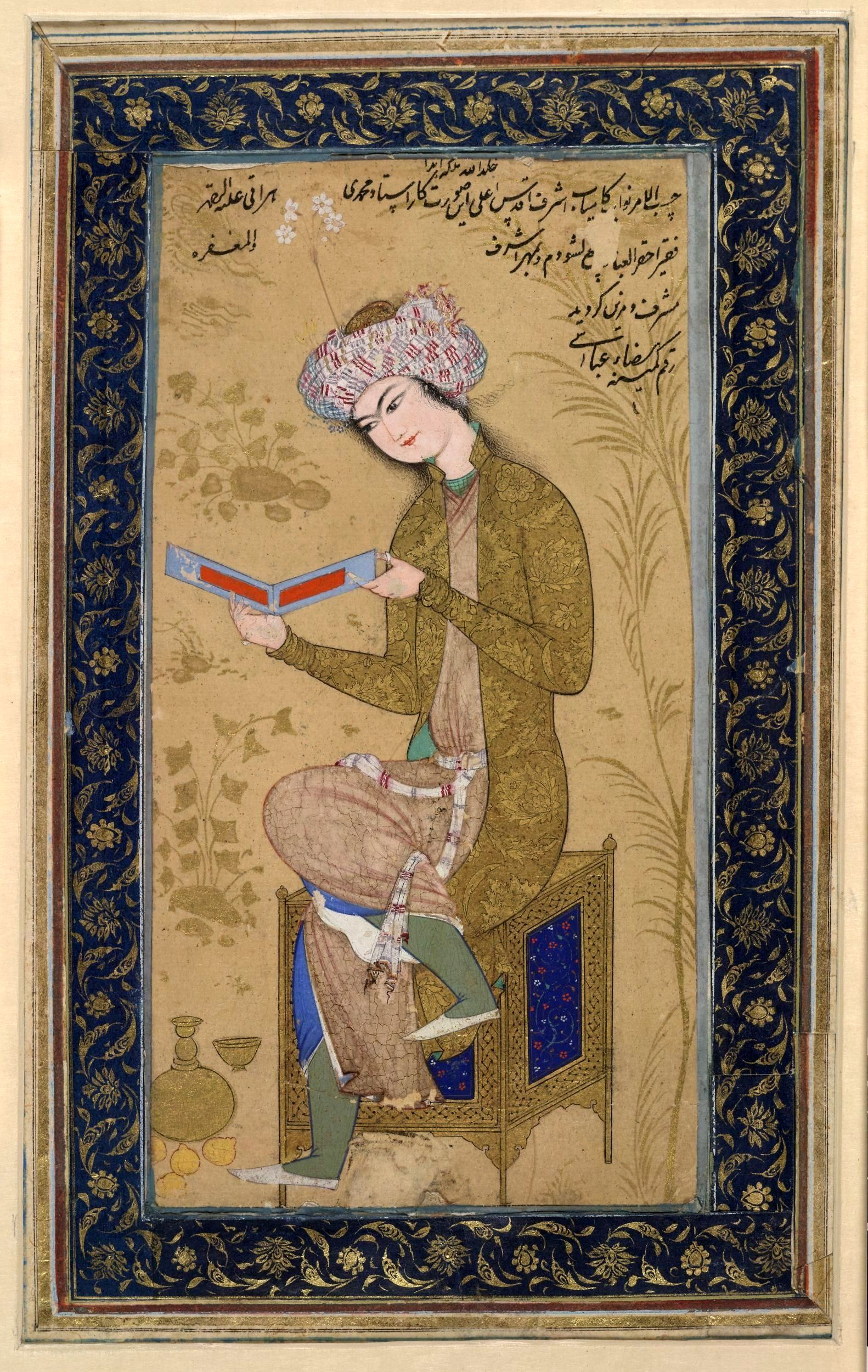
読書する少年